# Battaglia di Kollaa
La battaglia di Kollaa è stato un episodio della cosiddetta guerra d'inverno tra Finlandia e Unione Sovietica.

## La battaglia
L'area attorno al fiume Kollaa, in Carelia, era considerata dallo stato maggiore finlandese una delle più difficilmente difendibili. Inoltre le forze finlandesi erano decisamente inferiori rispetto a quelle dell'Armata Rossa. Tuttavia le truppe sovietiche non erano preparate per avanzare rapidamente tra le campagne innevate. Le poche strade della zona erano, infatti, presidiate dall'esercito finlandese. A causa delle difficoltà logistiche le forze sovietiche avanzarono molto lentamente, contrastate dalla 12ª divisione finlandese.
I sovietici fecero numerosi tentativi di sfondare le difese finlandesi lungo il Kolla, ma ogni volta vennero respinti. In questa occasione divenne celebre la risposta del tenente Aarne Juutilainen alla domanda del maggior generale Hägglund ("Kollaa reggerà?"), che fu "Kollaa reggerà (Kollaa kestää), a meno che gli ordini non siano di scappare". Questo breve scambio di battute è entrato nel lessico finlandese come espressione di perseveranza e determinazione di fronte a momenti di crisi o difficoltà. La band punk finlandese Kollaa Kestää ne ha persino preso il nome.
Solo verso la fine della guerra, il 12 marzo, con il miglioramento delle condizioni climatiche, i sovietici riuscirono a creare una frattura tra le linee nemiche. Il comando finlandese in un primo momento pensò di abbandonare le posizioni, ma successivamente ordinò un contrattacco per recuperare il terreno perduto. Tuttavia il giorno seguente la notizia della conclusione della guerra raggiunse il fronte e il contrattacco venne annullato.
In questa battaglia, Simo Häyhä, il leggendario cecchino finlandese, prestò servizio.